# Čistilna naprava
Čistilna naprava je infrastruktura za čiščenje odplak, katere očiščene vračamo nazaj v okolje. Gre za fizikalne, kemijske in biološke postopke, kjer skozi procese očistimo vodo do te mere, da ni več škodljiva za okolje. Cilj postopka čiščenja odpadne vode je varovanje okolja pred težkimi kovinami in drugimi škodljivimi snovmi, ki se nahajajo v odpadni vodi.
Čiščenje odplak ali domače čiščenje odpadnih voda, je postopek odstranjevanja onesnaževalcev iz odpadnih voda, tako površinsko odtekajočih vod, kot iz gospodinjstev. Vključuje fizikalne, kemične in biološke procese za odstranitev fizičnih, kemičnih in bioloških onesnaževalcev. Cilj je proizvajati okolju varne tekočine in trdne odpadke (obdelano blato). Primerne morajo biti za odstranjevanje ali ponovno uporabo, običajno kot gnojilo na kmetiji. Z uporabo napredne tehnologije je sedaj mogoče, da odplake ponovno uporabimo, odpadne vode pa prečistimo v pitno vodo. Singapur je sedaj edina država, ki izvaja to vrsto tehnologije na obsegu proizvodnje in v proizvodnji.

## Izvor odpadnih voda
Odpadne vode so ustvarjene iz stanovanjskih, inšticionalnih ter poslovnih in industrijskih obratov in vključujejo gospodinjske odpadke, vodo iz stranišč, kadi, kuhinj in umivalnikov, ki jih odvržemo v kanalizacijo.  Voda, ki se uporabi v gospodinjstvu in industriji, se zavrže kot odpadna voda. Ta se pri uporabniku zbere in odvede v kanalizacijo. Na mnogih področjih se v odpadne vode zlivajo tudi tekoči odpadki iz industrije in trgovin.
Kanalizacijski sistem je omrežje podzemnih kanalov z jaški, v katerih se zbira odpadna voda iz hiš in tovarn, ter vodi do čistilne naprave, kjer se voda prečisti.
Ločevanje in odvajanje gospodinjskih odpadkov v sive in črne vode je vse bolj pogosta v razvitem svetu. Sive vode lahko uporabljamo za zalivanje in splakovanje stranišč. V večino odpadnih voda se steka tudi deževnica in voda iz težko dostopnih področij.
Kanalizacijskim sistemom, ki uporabljajo padavinske vode, pravimo tudi kombinirani sistemi ali mešani kanalizacijski sistem. Ti sistemi niso pogosti, saj zmanjšujejo učinkovitost čistilnih naprav v različnih letnih časih. Obsežne spremembe v pretoku vode zaradi količine padavin bi vodile k izgradnji večjih in dražjih čistilnih naprav, kot bi jih sicer potrebovali. Poleg tega pa huda deževja prispevajo več vode, kot jo čistilne naprave lahko prečistijo. Zaradi tega bi se čistilni sistem porušil. Prišlo bi do razlitja in poplav. Sodobni čistilni sistemi imajo ločene odtočne jaške za deževnico.
Padavine, ki padejo na zemljo, vsebujejo različne onesnaževalce. Vsebujejo delce prsti, druge usedline, težke kovine, organske spojine, živalske odpadke ter olja in maščobe.  Nekatere zakonodaje določajo, da se morajo padavinske vode prečistiti pred izlitjem v vodotok. Takšen primer prečiščevanja padavinske vode so zadrževalniki, ki z različnimi filtri izločajo grobe delce. Sanitarni odtočni kanali so po navadi precej manjši od odtočnih kanalov, ki so namenjeni padavinskim vodam. Neprečiščene odplake se lahko pojavijo v kleteh, če površinska voda vdre v odtočni sistem.

## Procesi čiščenja
Odplake moramo prečistiti tam, kjer nastajajo: v greznicah, biofiltrih ali aerobnih sistemih za čiščenje. Lahko jih tudi speljemo po cevnem sistemu s pomočjo črpalke do komunalne čistilne naprave. Zbiranje in čiščenje odplak je običajno v skladu z državnimi in lokalnimi predpisi. Industrijski viri odpadlih vod pogosto zahtevajo posebne postopke čiščenja.
Čiščenje odplak poteka v treh fazah. Ločimo primarno, sekundarno in terciarno čiščenje.
Primarno čiščenje predstavlja prečiščevanje v mirujočem bazenu, kjer se trdne snovi posedejo, medtem, ko olje, maščobe in lažji delci splavajo na površje. Usedlino in plavajočo materijo odstranimo. Preostalo vodo lahko izpostavimo sekundarnemu čiščenju.
Sekundarno čiščenje odstrani biološko razgradljive snovi. Značilno je za avtohtone mikroorganizme v nadzorovanem življenjskem prostoru. Sekundarno čiščenje zahteva proces ločevanja mikroorganizmov iz prečiščene vode, preden se le-ta zavrže ali gre v terciarno čiščenje.
Terciarno čiščenje je najvišja stopnja čiščenja z namenom, da se omogoči vrnitev vode nazaj v ekosistem. Voda je kemično in fizično prečiščena pred izpustom v potok, reko, zaliv, laguno ali v mokrišča (z lagunami in mikrofiltri). Vodo uporabljajo tudi za bogatenje podtalnice ali v kmetijske namene.

## Vloga in vrste čistilnih naprav
Odplake, ki izvirajo iz vasi, naselij in mest se na koncu izlivajo v reke, jezera in morja. Te odpadne vode prenašajo veliko količino škodljivih snovi, zato jih je potrebno prečistiti, da se izognemo nevarnostim onesnaževanja. Čiščenje vode poteka v čistilnih napravah. 
Poznamo velike oziroma centralne čistilne naprave, na katere se priklapljajo večji objekti in kanalizacije in pa male čistilne naprave ki služijo za prečiščevanje odpadnih vod enodružinskih hiš ali manjših industrijskih objektov, oziroma povsod tam kjer ni izvedene skupne kanalizacije.

## Delovanje čistilne naprave
Prva stopnja prečiščevanja je mehansko čiščenje, kjer s precejevalniki in filtri odstranjujemo trdne odpadke. Po navadi je ta stopnja izvedena z nekim sitom, ki zadrži vse delce, ki so večji od 5 mm. Od tam gre umazana voda v bazen, kjer poteka biološko čiščenje. Gre za razgrajevanje organskih snovi. V tem bazenu so posebni mikroorganizmi (aktivno blato), ki se prehranjujejo z umazanijo in jo tako razgradijo. V  bazen dovajamo tudi precejšnjo količino zraka v katerem je tudi kisik, ki še dodatno pospeši delovanje mikroorganizmov. Drugi bazen pa se imenuje usedalnik, kjer se voda še dodatno prečisti s posedanjem. Od tu pa je prečiščena voda speljana v reko ali kam drugam nazaj v naravo.

## Princip delovanja čistilne naprave
Za čiščenje komunalne odpadne vode se uporablja izključno biološke postopke čiščenja. Čiščenje v veliki meri posnema presnovo
ogljikovih in dušikovih spojin v naravi, le da zaradi uporabljenih tehnoloških naprav poteka veliko hitreje kot v naravi.

### Predčiščenje
V fazi predobdelave se iz surovih odpadnih voda odstrani tisto umazanijo (smeti, drevesne veje, listje,...), ki jo lahko z lahkoto odstranimo iz surove odpadne vode, še preden ta poškoduje ali zamaši črpalke in zajemalke primarnega čistilnega postopka. 

#### Grobo presejanje
Da se odstranijo večji predmeti iz odplak, vodo grobo presejemo. To po navadi neredimo z avtomatičnim, mahaničnim in grabljastim pregradnim sitom v modernih obratih, medtem ko se v manjših obratih še vedno uporablja ročno odstranjevanje. Hitrost se prilagaja tempu akumulacije in toku odplak. Trdni delci se odstranijo na odlagališča ali pa se sežgejo. Grabljaste pregrade ali mrežasta groba sita različnih velikosti uporabljamo, da se trdni delci optimalno odstranijo. Če grobi delci niso odstranjeni, lahko vstopijo v cevi in druge gibljive dele obdelovalnega postopka. Povzročili bi lahko obsežno škodo in neučinkovitost celotnega procesa.

#### Odstranitev peska
Predčiščenje lahko vključuje tudi kanale za pesek in prod, oziroma peskolov. To je komora, kjer se pretok prihajajoče odpadne vode prilagaja tako, da se pesek, prod, kamenje in delci razbitega stekla lahko usedejo. Te delce odstranijo, ker lahko poškodujejo črpalke in drugo opremo. Pri manjših sanitarnih kanalizacijskih sistemih celice za prod niso nujne, pri večjih obratih pa so zaželene.

#### Maščoba in odstranjevanje maščob
V nekaterih večjih obratih se maščobe in olja odstranjujejo tako, da se odpadne vode črpajo skozi manjši bazen, v katerem s strgali posnamejo maščobe, medtem ko plavajo na površini. Zračni razpihovalci na dnu rezervoarja razpihujejo usedline, da se maščoba lažje loči. V večini obratov se masti in maščobe odstranjujejo v primarnem izločitvenem usedalnem bazenu s pomočjo mehanskih lovilcev maščob na površini.

### Primarno čiščenje
V primarni fazi sedimentacije odplaka teče skozi večje bazene, ki se imenujejo primarni usedalniki oziroma primarni usedalni bazeni. Rezervoarji se uporabljajo za ločitev gošče od oljnate snovi. Primarni rezervoarji so opremljeni z mehaničnimi čistilnimi grebljicami, ki potiskajo zbrano goščo proti zbirnemu lijaku na dnu rezervoarja. Od tam se prečrpa v objekt za nadaljnjo obdelavo gošče. Maščobe in olja se iz plavajočega materija predelajo s saponifikacijo (umiljenjem).
Zaradi učinkovitega odstranjevanja snovi iz plavajočih odplak in gošče so dimenzije rezervoarja skrbno načrtovane. Običajen sedimentacijski rezervoar lahko odstrani 60-65% ustavljenih trdih snovi in 30-35% snovi, ki zahtevajo biokemično kisikovo obdelavo.

### Sekundarno čiščenje
Sekundarno čiščenje vključuje razgradnjo bioloških organskih vsebin, ki izvirajo iz človeških odpadkov - hrane, mil in detergentov. Večina mestnih čistilnih obratov obdeluje tekočino odplak z aerobnimi biološkimi procesi. Biološki organizmi potrebujejo za življenje kisik in hrano. Bakterije in praživali skladiščijo bio-razgradljivo, raztopljeno organsko onesnaženje (sladkor, maščobe, organsko kratko verižne ogljikove molekule) in povežejo bolj ali manj raztopljene delčke v skupke. Sekundarno čiščenje se klasificira kot sistem fiksiranega filma ali sistem izključene masti.
1. Sistemi s pritrjeno oziroma fiksirano biomaso vključujejo precejalnike in rotirajoče biološke kontaktorje, kjer biomasa raste na posredniku in preide čez površino.
2. Sistem z razpršeno biomaso je sistem, ki vključuje aktivirano blato. Bio-masa se zmeša z blatom in se obdeluje v manjšem prostoru kot sistem fiksiranega filma. Sistemi s pritrjeno biomaso so se bolj sposobni spopasti z večjimi količinami biološkega materiala in odstrani večjo količino raztopljenih trdnih snovi in drugih nečistoč iz organskega materiala kot sistem z razpršeno biomaso.

Hrapavi filtri so namenjeni obdelavi močnih in različnih organskih nečistoč, predvsem industrijskih. Dovoljuje obdelavo s konvencionalno sekundarno obdelavo. Karakteristični filtri so napolnjeni z medijem, skozi katerega spustijo odpadno vodo. Dovoljujejo visok hidravlični tovor in visoko stopnjo ozračenja. Pri večjih inštalacijah se razpihuje zrak skozi medij. Rezultat postopka je odpadna voda v mejah konvencionalnega čistilnega postopka.
Filter odstrani majhen odstotek zaustavljene organske mase, medtem, ko je večina podvržena spremembi karakteristike na podlagi biološke oksidacije in nutrifikacije, ki se dogaja v filtru. Z aerobno oksidacijo in nitrifikacijo se organski trdni delci spremenijo v koagulirano zaustavljeno maso, ki se imenuje sekundarni čistilec, sekundarni usedlinski rezervoar ali zbiralec humusa. 

#### Aktivno blato
Pogon aktivnega blata obsega raznolikost mehanizmov in procesov, ki uporabljajo raztopljen kisik, za spodbujanje rasti bioloških vrst. Ti izdatno odstranjujejo organske materiale. Ta proces v idealnih pogojih spreminja amonijak v nitrile, nitrate pa v dušik.

#### Gazirni sistem
Mnogo manjših kanalizacijskih sistemov v ZDA uporablja ozračene lagune. Večina bioloških oksidativnih procesov za industrijske odplake uporablja kisik (zrak) v mikrobioloških procesih. Površinsko ozračenje bazenov  zbere 80-90% odplak v zadrževalnem času od 1 do 10 dni. Ti bazeni so globoki od 1,5 do 5 metrov in imajo motorno upravljane ozračevalce, ki plavajo na površini odplak.
V ozračenem bazenskem sistemu se odvijata dve funkciji: 
1. zrak se prenaša v bazene za potrebe bioloških oksidativnih reakcij,
2. poskrbi se za mešanje, ki je potrebno za razpršitev zraka in sprejem reaktantov (kisika, odplak in mikrobov).

Običajno prezračevalci v obtoku prispevajo količino zraka ekvivalentno 1,8 do 2,7 kg O2/kWh, vendar ne dosežejo tako dobrega mešanja, kot je dosežen s sistemom aktivnega blata. Torej, označeni bazeni ne dosežejo enakega učinka kot enote aktivnega blata.
Biološki oksidativni procesi so občutljivi na temperaturo (med 0 in 40 °C). Stopnja bioloških reakcij raste s temperaturo. Večina površinskih ozračenih nosilcev optimalno deluje med 4 °C in 32 °C.

#### Gradnja mokrišč
Izgrajena mokrišča (s površinskim tokom, podpovršinskim tokom, horizontalnim ali vertikalnim tokom) vključujejo načrtovanja glede trsja in pripadajo skupini rastlinske obnovitvene eko-regije. Vsebujejo visoko stopnjo bioloških raziskav in temeljijo na izdelanem načrtu. Delujejo na primarni, sekundarni in terciarni ravni obdelave (poglej Fito-ozdravitev).
Veliko zgrajenih mokrišč se uporablja za recikliranje vode. Primer je mesto Honfleur v Franciji in druga mesta v Evropi, ZDA, Aziji in Avstraliji. Zgrajena mokrišča so znana kot visoko produktivni sistemi in so podobna naravnim mokriščam. Imenujemo jih tudi »Ledvice zemlje« in sicer zaradi zmožnosti recikliranja in vodnega kroženja v biosferi. Močna in zanesljiva mokrišča, ter njihova obdelovalna površina se sčasoma izboljšujejo in so nasprotje konvencionalnim obratom, katerih strojna tehnologija s časom zastari. Čeprav obstajajo ovire zaradi prostorske omejenosti, se mokrišča zaradi primernega in praktičnega dizajna vse več uporabljajo.

#### Ležeči filter (oksidacijska ležišča)
Starejši obrati in tisti obrati, ki prejemajo nestalne obremenitve, uporabljajo kapljalne ležeče filtre. Kapljalni ležeči filtri se uporabljajo, kjer se tekočinske odplake razširjajo nad površino ležišča. Sestavljeni so iz koksa (zogleneli premog), apnenca ali posebno izdelanih plastičnih medijev. Ti mediji morajo imeti veliko podlagalno površino za tvorbo mikrobov. Tekočina kaplja skozi ležeče filtre in se zbira v kanalizacijskih odtokih. Ti odtoki so tudi vir zraka, kateri prehaja skozi ležišča, kar zagotavlja zračnost. Bakterije, praživali in glive se tvorijo na površini in porabljajo ali kako drugače zmanjšujejo vsebino organskih snovi. Te biološke tvorbe se prehranjujejo v ličinkah žuželk, polžev in črvov, kjer ohranjajo optimalno velikost. Debela plast tvorbe povečuje preobremenjenost ležišč, kar vodi do zamašitve filtrov in poplav. Nedavni napredki v procesu mikrobiološkega oblikovanja so odgovorili na veliko vprašanj glede ležičih ali kapljalnih filtrov.

#### Zemeljska bio-tehnologija
Nov proces imenovan Zemljska bio-tehnologija (SBT) je bil razvit na IIT v Bombayu. Proces je pokazal napredek v procesu učinkovitosti, saj omogoča ponovno uporabo vode z izjemno nizko porabo energije, manj kot 50 joulov na kilogram obdelane vode.  Zemljska bio-tehnologija lahko predstavlja veliko znižanje vrednosti bakterij, ki so posledica visoke mikrobne volje. Za razliko od navadnih čistilnih naprav, čistilne naprave SBT proizvajajo nepomembne količine blata.
V Indijskem primeru so navadne čistilne naprave v slabem stanju zaradi:
1. visokih stroškov poslovanja
2. korozije opreme zaradi nastanka metana in vodika
3. neuporabe očiščenih voda zaradi fekalij
4. pomanjkanja usposobljenega osebja
5. vprašanja nadomestne opreme.

Sistemske napake so bile dokumentirane s strani fundacije Sankat Mochan v porečju Gangesa po velikem čistilnem zagonu, katerega je začela indijska vlada leta 1996 pod geslom Gangin Akcijski plan za izboljšanje kakovosti rečnih voda.

#### Biološki zračni filtri
Biološki zračni filteri ali biofiltri združujejo filtracijo z biološkim zmanjšanjem ogljika, nitrifikacijo in denitrifikacijo. Biološki zračni filter vključuje reaktor s sredinskim filtrom. Namen filtra je filtracija izločene snovi. Z zmanjšanjem ogljika in amonijaka pride do sprememb v aerobni razgradnji, do nitratovih sprememb pa pride pri anaerobni razgradnji. Biološki zračni filter deluje tako v zgornjem kot zgornjem delu, odvisno od konfiguracije modela, ki ga določi proizvajalec. 

#### Rotacijski biološki kontaktorji
Rotacijski biološki kontaktorji so mehanski obdelovalci sekundarnih sistemov. So robustni in sposobni prenesti velike organske obremenitve. Rotacijski biološki kontaktorji so bili najprej nameščeni v Nemčiji leta 1960. Od takrat so se razvijali in izpopolnjevali in sedaj delujejo zanesljivo. Vrteči diski podpirajo rast bakterij in mikroorganizmov v kanalizaciji ter razgradijo in stabilizirajo organske odpadke. Da bi bilo to uspešno, mikroorganizmi potrebujejo tako kisik za življenje, kot hrano za rast. Kisik dobijo iz ozračja, ko se diski vrtijo. Mikroorganizmi se razvijajo filtrih. Odluščijo se zaradi strižnih sil, ki jih povzročajo vrteči diski. Odpadna voda gre nato skozi končno čiščenje, kjer se mikroorganizmi ločijo od blata. Blato nato odstranijo iz zbiralnika za nadaljnjjo predelavo.
Funkcionalno podoben biološki sistem za filtriranje je postal priljubljen tudi v domačih akvarijih za filtriranje in čiščenje vode. Akvarijska voda prispe iz rezervarja, nato prosto pada na vrteča zobata kolesa, gre skozi filter in nazaj v akvarij. Prednje vrteče kolo razvija biofilm, premaz mikroorganizmov, kateri se hranijo z odloženimi odpadki v akvarijski vodi. Mikroorganizmi so prisotni dokler se kolo vrti. To je posebej dobro za odstranjevanje sečnine in amonijaka rib in drugih živali v akvarijski vodi.

#### Membranski bioreaktorji
Membranski bioreaktorji (MBR) so kombinacija aktivne obdelave odpadnih voda in procesa membranske separacije tekočih in trdnih delcev. Pri membranski komponenti se pri nizkem pritisku uporablja mikrofiltracijske ali ultrafiltracijske membrane, tako da bistrenje in terciarna filtracija nista več pomembni. Membrane se potopijo v prezračevalni bazen. Nekatere naprave pa imajo v ta namen tudi poseben bazen. Ena izmed glavnih prednosti sistema MBR je, da učinkovito preseže omejitve povezane s slabim usedanjem odpadne vode v konvencionalnem procesu aktivacije odpadne vode (kratica CAS v ang.). Tehnologija omogoča delovanje reaktorja pri sorazmerno visokih koncentracijah mešane suspenzije trdnih delcev v tekočini (kratica MLSS v ang.), kot pa sistem CAS, ki ima omejitev zaradi slabega usedanja. Proces pri MLSS poteka v razponu 8.000-12.000 mg/l, pri CAS pa pri 2.000-3.000 mg/l. Povišana koncentracija biomase v procesu MBR dovoljuje zelo učinkovito odstranjevanje tako topnih kot netopnih delcev biorazgradljivih materialov pri visokih stopnjah obremenitve. Tako podaljšani zadrževalni časi odpadne vode, ki navadno presegajo 15 dni, zagotavljajo popolno nitrifikacijo tudi pri zelo hladnem vremenu.
Strošek izgradnje in delovanja MBR je navadno višji kot pri konvencionalni obdelavi obdelavi odpadnih voda. Membranski filtri se lahko zamašijo z maščobo ali odrgnejo s suspendiranimi delci, kar lahko pri višjih pretokih zmanjša sposobnost bistrenja. Tehnologija postaja vse bolj popularna za zanesljivo predobdelane odpadne vode, kjer sta infiltracija in dotok kontrolirana. Postaja tudi širše sprejemljiva, saj se stroški tekom življenjskega cikla naprave nenehno nižajo. Zaradi majhne površine MBR naprave in visoke kakovosti iztoka, je tehnologija posebej uporabna, kadar želimo vodo ponovno uporabiti.

#### Sekundarno usedanje
Končni korak pri sekundarni obdelavi odpadne vode je izpraznitev biološkega ostanka in filtrskega materiala skozi sekundarni bistrilnik, da se proizvede odpadna voda z nizkimi ravnmi organskega materiala in suspendiranih delcev.

### Terciarno čiščenje
Namen tercialnega čiščenja je zagotoviti končno fazo obdelave in dvigniti kakovost odplak, preden se odvajajo nazaj
v sprejemno okolje (morja, jezera, reke, tla). V katerikoli čistilni napravi se lahko uporablja več kot en 
tercialni proces čiščenja. Končni proces je vedno dezinfekcija. Imenuje se tudi "poliranje iztoka".
Pri tem postopku se iz odpadne vode odstranijo nekatere dušikove in fosforjeve spojine (hraniva).

#### Filtracija
Peščeni filtri odstranijo večino preostalih suspendiranih snovi. Filtracija nad aktivnim ogljem imenovana tudi ogljikova adsorpcija, odpravlja preostale toksine.

#### Zajezitve
Lagune so nepremični sistem, ki imajo stalni tok. Izboljšajo biološko shranjevanje v velikih umetnih jezerih in lagunah. To
so aerobne lagune, kjer se naseljujejo domorodni makrofiti. Tu se hranijo nevretenčarji, kot so Daphnia in vrste
Rotifera ki zelo pomagajo pri obnavljanju z odstranitvijo drobnih delcev.

#### Odstranitev hranilnih snovi
Odpadna voda lahko vsebuje visoko hranljive vrednosti dušika in fosforja. Prekomerno sproščanje v okolje lahko vodi
v kopičenje hranilnih snovi, imenuje se evtrofikacija in lahko posledično vzpodbuja razraščanje plevela, alg in 
cianobakterij (modro-zelene alge). To lahko povzroči cvetenje alg in populacijo hitre rasti alg. Število alg je nestabilno
in večina od njih umre. Bakterije alg zavzamejo toliko kisika v vodi, da večina ali vse živali poginejo, kar ustvari več
organskih snovi za razgradnjo bakterij. Nekatere vrste alg proizvajajo strupe, ki onesnažujejo pitno vodo. Za odstranjevanje
dušika in fosforja so potrebne različne obdelave.

#### Odstranitev dušika
Odstranjevanje dušika poteka s pomočjo biološke oksidacije iz amoniaka v nitrat (nitrifikacija), sledijo denitrifikacija
in redukcija nitrata v plinasti dušik. Dušikov plin se sprosti v ozračje in se na tak način odstrani iz vode.
Nitrifikacija je sama po sebi dvostopenjski aerobni proces, kjer je vsak korak omogočen z drugačno vrsto bakterij.
Nitrifikacija je oksidacija amoniaka (NH3) v nitrate (NO3), ki poteka najbolj pogosto z bakterijo Nitrosomonas.
V prvi stopnji bakterije vrste Nitrosomas povzročajo oksidacijo amonijaka v dušikasto kislino. V drugi stopnji
bakterije vrste Nitrobacter oksidirajo dušikasto kislino v dušikovo kislino.
Denitrifikacija zahteva anoksične pogoje za spodbujanje ustreznih oblik življenjskih združb. To je omogočeno z 
raznolikostjo bakterij. Za zmanjševanje dušika se uporabljajo peščeni filtri in posebni bazeni.
Včasih je pretvorba strupenega amoniaka v nitrat kot tercialno čiščenje.
Veliko čistilnih naprav uporablja aksialne črpalke za prenos toka nitrirane mešane tekočine iz prezračevalne cone na anoksično območje za denitrifikacijo. Te črpalke se pogosto označuje kot Mixed Liquor Recycle črpalke. Blato v anoksičnih cisternah mora biti dobro premešano s potopnimi mešalniki.

#### Odstranitev fosforja
Odstranjevanje fosforja je pomembno, saj omejuje hranila za rast alg v sveži vodi velikih sistemov(negativni učinek alg glej pri čiščenju odplak in odstranitev hranil). Za sisteme je še posebej pomembna ponovna uporaba vode, kjer lahko visoka 
koncentracija fosforja privede do zamašitve, kjer teče voda po toku navzdol.
Fosfor je mogoče biološko odstraniti v t. i.procesu okreplenega biološkega odstranjevanja. V tem procesu posebne 
bakterije, ki se imenujejo polifosfati kopičijo organizme, ki so selektivno obogateni in se kopičijo velike količine
fosforja v okviru svojih celic (do 20% svoje mase). Ko se biomasa obogatena s temi bakterijami loči od prečiščene
vode, ima gnojilo visoko vrednost.
Naravno se lahko fosfor odstrani s padavinami, kemično pa z železovimi solmi (npr. železov klorid), z aluminijem ali apnom.
To lahko vodi k prekomerni proizvodnji blata, usedlin, hidroksidov in dodanih kemikalij. Kemično odsranjevanje fosforja
zahteva bistveno manj opreme kot biološko odstranjevanje. Pogosto je bolj zanesljivo in ga je lažje uporabljati. Druga 
metoda za odstranjevanje fosforja je uporaba granuliranega laterita.

### Dezinfekcija
Namen dezinfekcije je čiščenje odpadne vode, zaradi česar se bistveno zmanjša število mikroorganizmov v vodi, ki se po 
čiščenju odvaja nazaj v okolje. Učinkovitost dezinfekcije je odvisna od kakovosti vode, ki se obdeluje(npr.pH), pri 
čemer je odvisno katera vrsta razkuževanja se uporablja, kakšen je odmerek razkužila (koncentracija in čas) in druge okoljske
spremenljivke. Motna voda bo obdelana manj uspešno, saj lahko trdne snovi ščitijo organizme, zlasti z ultravijolično svetlobo
ali, če je čas stika kratek. Dezinfekcija ni učinkovita, če je njen čas kratek, če so odmerki majhni in če so pretoki vode
visoki. Skupne metode razkuževanja so ozon, klor, ultravijolična svetloba ali natrijev hipoklorit. Kloramin, ki se
uporablja za pitno vodo, se ne uporablja za čiščenje odpadnih voda, zaradi svoje vztrajnosti. 
Kloriranje je še vedno najpogostejša oblika dezinfekcije vode v Severni Ameriki zaradi nizkih stroškov in zgodovinsko gledano dolgoročne 
učinkovitosti. Slabost je, da kloriranje ostankov organskih snovi lahko povzroči klorirane organske spojine, ki so lahko 
rakotvorne ali škodljive za okolje. Klor je strupen za vodne vrste, odplake morajo biti deklorirane, da je kompleksnost obdelave učinkovita.
Ultravijolična (UV) svetloba se uporablja namesto klora, joda in drugih kemikalij. Če se ne uporabljajo kemikalije, 
prečiščena voda nima škodljivega vpliva na organizme, kot se lahko zgodi z drugimi metodami. UV sevanje povzroči
genetsko škodo, zaradi česar so bakterije, virusi in drugi povzročitelji bolezni, sposobni razmnoževanja. Ključne 
slabosti UV dezinfekcije so potreba po pogostem vzdrževanju in menjavi svetilk in zagotovitev, da mikroorganizminiso
zaščiteni pred sevanjem UV svetlobe (vse trdne snovi, ki so prisotne v odplakah, lahko varujejo mikroorganizme pred UV
svetlobo). V Združenem kraljestvu je postala UV svetloba najbolj pogosto uporabljeno sredstvo za razkuževanje zaradi
zaskrbljenosti, kako učinkuje klor na ostale organske snovi v vodi in kako kloriranje vpliva na vode prejemnice.

#### Kontrola kvalitete zraka
Ozon (O3) je ustvarjen s posredovanjem kisika (O2). Zaradi visoke napetosti je potencial, ki izhaja iz tretjega atoma
kisika, se ga oprime in oblikuje v 03. Ozon je zelo reaktiven in nestabilen in hitro oksidira. Uničuje mnoge patogene
mikroorganizme, ki pridejo v stik z njim. Ozon je varnejši kot klor (v primeru nenamernega izpusta zelo strupen), saj
nastane tam, kjer je to potrebno. Pri razkuževanju stranskih proizvodov, ozonizacija proizvaja manj stranskih učinkov kot
kloriranje. Slabost razkuževanja z ozonom je visoka cena opreme in se zahteva za posebne subjekte.

## Paket rastlin in saržnih reaktorjev
Če želimo za čiščenje odpadnh voda  in obdelavo težkih tokov odpadkov porabiti manj prostora, so proizvedli več modelov hibridnih
naprav. Takšni reaktorji pogosto združujejo  vsaj dve stopnji in tri poglavitne faze, povezane v eno kombinirano stopnjo. V Veliki
Britaniji, kjer je veliko število čistilnih naprav, ki služijo manjšim populacijam je  "paket rastline" alternativa za gradnjo
velikih struktur za vsako fazo procesa. V ZDA se "paket rastlin" običajno uporablja na podeželju, kjer se ljudje ustavijo na 
počitku ob avtocestah ali na različnih taborih.
Obstaja tip sistema, ki združuje sekundarno čiščenje in zaporedje poravnave reaktorja (SBR). Za ta postopek je značilno,
da se aktivno blato zmeša s surovim iz dohodne kanalizacije in se nato zmeša s sodavico. Nabrano blato potone zaradi sodavice, 
čez čas pa se vrne nazaj na vrh. SBR obrati se zdaj uporabljajo v številnih delih sveta.
Pomanjkljivost postopka SBR je, da zahteva natančno kontrolo mešanja, zračenja in časa. Takšna natančnost se navadno doseže z 
računalniškim nadzorom, ki je povezan s senzorji. Tako kompleksen, krhek sistem je primeren za mesta, kjer so lahko 
kontrole nezanesljive, slabo vzdrževane, ali če pride do prekinitev z napajalniki.

## Obdelava in odstranjevanje blata
Mulj, ki se ga zbere v procesu čiščenja odpadnih voda, je treba obdelati in odstraniti na varen in učinkovit način. Namen 
predelave je zmanjšati količino organskih snovi in uničiti bolezni, ki jih povzročajo mikroorganizmi, ki so 
prisotni v trdem stanju. Najpogostejše možnosti obdelave so anaerobna presnova, aerobna prebava in 
kompostiranje. Uporablja se tudi sežiganje, čeprav v veliko manjši meri.
Obdelava blata je odvisna od količine proizvedenih snovi. Kompostiranje se najpogosteje uporablja za aerobno presnovo, kjer imajo manjše naprave, anaerobno presnovo pa uporabljajo za obsežnejše posege.  

### Anaerobna fermentacija
Anaerobna presnova je bakterijski proces, ki poteka v odsotnosti kisika. Proces je lahko termofilni v katerega se blato
vnaša fermentirano v rezervoarje, ki imajo temperaturo 55 °C ali mezofilni, kjer je temperatura okoli 36 °C. Termofilna 
obdelava omogoča krajši čas hrambe, a je iz vidika porabe energije dražja, ker poteka ogrevanje pri višji temperaturi.
Anaerobna presnova je najpogostejša (mezofilna) obdelava gospodinjskih odplak iz greznic, kjer se odplake običajno
zadržijo od enega do dveh dni, kar zmanjšuje BPK za približno 35 do 40 odstotkov.
Ena glavnih značilnosti anaerobne presnove je proizvodnja bioplina (z najbolj koristno sestavino - metanom), kateri se lahko 
uporablja kot generatorji za proizvodnjo električne energije in v kotlih za ogrevanje.

### Aerobna prebava
Aerobna prebava je bakterijski proces, ki se pojavlja ob prisotnosti kisika. V aerobnih razmerah bakterije hitro 
porabijo organske snovi in se preoblikujejo v ogljikov dioksid. Obratovalni stroški so veliko večji za aerobno
presnovo, ki jo potrebujemo za dodajanje kiska v prostor (ventilatorji, črpalke, motorji). Za aerobno predelavo lahko 
uporabljamo razpršilne sisteme, ki so potrebni za oksidacijo blata.

### Kompostiranje
Kompostiranje je aerobni proces, ki vključuje mešanje blata z viri ogljika, kot so žagovina, slama ali lesni sekanci.
V prisotnosti kisika in bakterij se prebavita obe odpadni snovi in dodan ogljikov vir. Pri tem se proizvaja velika količina toplote.

### Sežiganje
Sežiganje blata je manj pogosto, zaradi izpuhov v zrak in skrb vzbujajočega goriva (običajno zemeljski plin ali kurilno
olje). Zahteva se, da blato gori nizkokalorično in tako izhlapi odpadno vodo. V sežigalnicah se blato zadrži nekaj časa.
To so najpogostejši sistemi, ki se uporabljajo za zgorevanje blata v odpadnih vodah. Sosežig komunalnih odpadkov za 
pridobivanje energije se opravi občasno, kljub predpostavki, da je takšen postopek poceni, saj že obstajajo možnosti za obdelavo
trdih odpadkov in ni potrebe za dodatno gorivo.

### Odstranjevanje blata
Ob proizvodnji tekočega blata nadaljnja obdelava zahteva, da je primeren za končno odlaganje. Zaredi odebeljenega mulja se 
zmanjša obseg prevoza izven kraja odlaganja. S posebnim procesom se lahko blato preoblikuje v majhna zrnca, ki vsebujejo
veliko dušika in drugih organskih snovi. V New Yorku je več čistilnih naprav, ki uporabljajo velike centrifuge, skupaj 
z dodatkom kemikalij (polimer), da odstranijo tekočino iz blata. Odstranjeno tekočino je mogoče ponovno obdelati kot odpadno
tehnološko vodo. Izdelek, ki nastane se imenuje "torta" in se spremeni v gnojilo. Ta izdelek se nato proda lokalnim kmetom, kot
gnojilo za trate in zemljo. Ravno zaradi tega se zmanjša količina blata, ki ga morajo odstraniti iz odlagališč. Veliko je 
blata iz komercialnih in industrijskih področij, ki so onesnažena s strupenimi snovmi in se izlivajo v kanalizacijo iz 
industrijskih procesov. Povečana koncentracija teh snovi lahko povzroči, da blato ni primerno za uporabo v kmetijstvu, zato ga je 
v tem primeru potrebno zažgati ali odstraniti na deponijo.

## Obdelava v sprejemnem okolju
Veliko procesov v čistilnih napravah je zasnovano tako, da posnema naravne procese obdelave, ki se pojavljajo v okolju,
včasih je to v okolju naravno vodno telo ali tla. Bakterije v okolju porabijo organska onesnaževala, čeprav bo to zmanjšalo
raven kisika v vodi in bi se lahko bistveno spremenila splošna ekologija sprejemne vode. Naravna bakterijska populacija se 
hrani z organskimi onesnaževali in številnimi mikroorganizmi, ki povzročajo bolezni. Zmanjšajo se naravni pogoji v okolju, kot 
je plenjenje in izpostavljenost ultra vijoločnim sevanjem. V primerih, ko okolje zagotavlja visoko stopnjo redčenja, ne smemo
zahtevati visoke stopnje čiščenja odpadne vode.
Vendar so pred kratkim dokazali, da zelo nizke ravni določenih onesnaževalcev v odpadnih vodah, vključno z  hormoni lahko 
naredijo nepredvidljivo škodo na naravne žive organizme in tudi na ljudi, če se voda ponovno uporabi kot pitna voda. V ZDA 
in EU nenadzorovano odvajanje odpadne vode ne dovoljuje zakonodaja in imajo stroge zahteve glede kakovosti vode. V hitro
razvijajočih državah bo v prihodnjih desetletjih vse pogostejše  nezakonito odvajanje odpadne vode.

### Vpliv na biologijo
Kanalizacija čistilne naprave ima lahko več vpliva na raven hranilnih snovi v vodi, ki obravnavajo odplake izliva.
Ti učinki hranilnih snovi imajo lahko velik vpliv na biološko življenje v vodi, v stiku z odplakami. Obravnavati moramo 
sledeče:
- Oksidacijo ribnikov, kjer so aerobna vodna telesa, običajno 1-2 metra globoka, katero prejemajo odpadne vode iz sedimentacijskih bazenov ali drugih oblik primarne obdelave.,
- prevladajo alge,
- Lagune kanalizacije so lagune aerobnih ribnikov, kjer se blato doda brez primarne obdelave,  razen grobega pregleda.,
- Poliranje ribnikov je podobno kot oksidacija. Ribniki prejmejo odpadne vode iz oksidacije ribnika ali iz obrata z razširjeno mehansko obdelavo.
- prevladuje zooplankton,
- Anaerobne lagune močno obremenijo ribnike.,
- prevladujejo bakterije.,
- V aerobnih ribnikih se zbira blato, ki je anaerobno primarno blato, ali aktivno sekundarno blato, ki je pod vodo. Zbiralniki so globoki od 2-5 metrov.,
- V zgornji plasti prevladujejo alge.[19]

Omejitev fosforja je verjetno posledica čiščenja odplak in zato prevladuje plankton, zlasti poleti in jeseni.
Različne študije visoke koncentracije hranil so povezane z odplakami.
 Visoka koncentracija hranil povzroča visoko 
koncentracijo klorofila, ki je potreben za primarno proizvodnjo v morskem okolju. Visoka primarna proizvodnja
pomeni veliko populacijo fitoplanktona in najverjetneje visoko populacijo zooplanktona, ker hranita drug drugega.
Odpadna voda v morskih sistemih vodi k večji nestabilnosti prebivalstva. 

Študije, ki so bile opravljene v Veliki Britaniji so ugotovile, da kakovost odpadne vode vpliva na planktonsko
življenje v vodi, ki je v neposrednem stiku odpadnih voda. Motne odpadne vode nizke kakovosti skoraj niso vsebovale
praživali, oziroma so vsebovale le nekatere vrste v zelo majhnem številu.

Po drugi strani so visoko kakovostne odpadne
vode vsebovale praživali v velikem številu. Zaradi teh ugotovitev se zdi, da noben del industrijske odpadne vode
nima škodljivega učinka na  praživali in populacijo aktivnega blata rastlin.

## Čiščenje odplak v državah v razvoju
V svetu obstaja malo podatkov o deležu odpadne vode, ki je zbrana v kanalizacijo. V mnogih državah v razvoju je večji del
gospodinjskih in industrijskih odvajanj odpadnih vod brez osnovne obravnave. V Latinski Ameriki gre okoli 15% zbrane vode
skozi čistilne naprave (z različnimi stopnjami mehanske obdelave). V Venezueli so nižje od povprečja držav Južne Amerike v 
zvezi z obdelavo odpadne vode. Skoraj 97% odplak, država odvaja nepredelano v okolje. V relativno razvitih državah Bližnjega 
vzhoda, kot so Iran, večina prebivalcev popolnoma neobdelano kanalizacijo vbrizga v podtalnico mesta.